# Acanthogonatus ericae
Espèce
Acanthogonatus ericae est une espèce d'araignées mygalomorphes de la famille des Pycnothelidae.

## Distribution
Cette espèce est endémique du Rio Grande do Sul au Brésil,. Elle se rencontre vers São Francisco de Paula.

## Description
Le mâle holotype mesure 17,2 mm et la femelle paratype 23,0 mm, les mâles mesurent de 17,2 à 18,0 mm.

## Étymologie
Cette espèce est nommée en l'honneur d'Erica Helena Buckup.

## Publication originale
- Indicatti, Lucas, Ott & Brescovit, 2008 : Litter dwelling mygalomorph spiders (Araneae: Microstigmatidae, Nemesiidae) from Araucaria forests in southern Brazil, with the description of five new species. Revista Brasileira de Zoologia, vol. 25, no 3, p. 529-546 (texte intégral).